# سباق طواف فرنسا 1995
سباق طواف فرنسا 1995 من سلسلة سباقات سباق طواف فرنسا. أقيم هذا السباق في تاريخ 1 يوليو - 23 يوليو، 1995 على 20+Prologue مراحل. بعد مرور 92 ساعة و44 دقيقة و59 ثانية وبعد طي 3547.3 كم بمتوسط 39.514 كم في الساعة فاز بالميدالية الذهبية ميغيل إندوراين من إسبانيا، فيما حصد أليكس زوللي من سويسرا الميدالية الفضية، وكانت الميدالية البرونزية من نصيب بيارني ريس من الدنمارك.

## الميداليات
| ذهب                      | فضة                  | برونز                 |
| ميغيل إندوراين - إسبانيا | أليكس زوللي - سويسرا | بيارني ريس - الدنمارك |